# Iľovnica
Iľovnica je přírodní rezervace v oblasti Východní Karpaty.
Nachází se v katastrálním území obce Adidovce a města Snina v okrese Humenné a okrese Snina v Prešovském kraji. Území bylo vyhlášeno či novelizováno v letech 1980, 2004 na rozloze 8,45 ha. Ochranné pásmo nebylo stanoveno.